# Adalbert Waagen

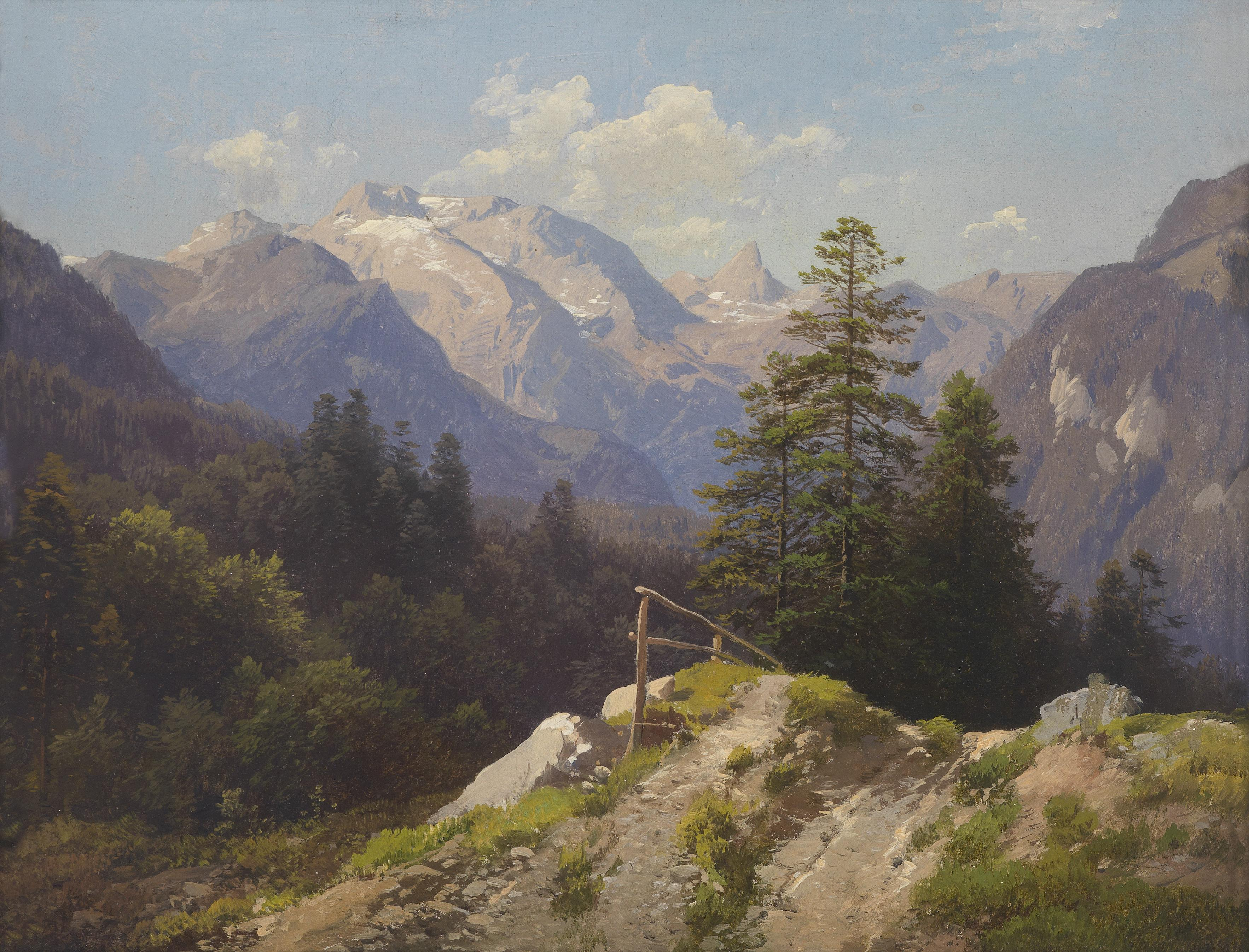
Motiu de muntanya (The Funtenseetauern i Schönfeldspitze)

Adalbert Waagen   (Múnic, 30 de març de 1833 - Berchtesgaden, 15 d'abril de 1898) va ser un paisatgista alemany.

## Biografia
El seu pare era l'artista, Carl Waagen. Les seves primeres lliçons van ser amb un aquarel·lista anomenat Fritz Zeiss. De 1855 a 1858, va estudiar amb Albert Zimmermann a Múnic, després el va acompanyar en un viatge d'estudis a Milà. L'any següent, el príncep Georg li va encarregar la creació de frescos a la Vila Carlotta del llac de Como. Després de completar-los, va tornar a Múnic i va establir el seu propi estudi a casa del seu amic, Carl Millner, que també era pintor de paisatges. Realitzava regularment expedicions de pintura a les muntanyes del sud.
Malgrat els seus èxits, gairebé es va arruïnar a causa de les despeses mèdiques incorregudes en el tractament dels efectes posteriors d'una mossegada de serp. També va patir el somnambulisme, que el seu veí, l'escriptor Richard Voss, va utilitzar com a inspiració per a una novel·la. Més tard, va tenir un ictus i es va quedar amb un trastorn nerviós. Una estada a Wiesbaden el 1880 va portar un cert alleujament, però la seva vista aviat va començar a esvair-se. Finalment va sucumbir a un creixement cancerós a l'estómac.
El seu focus es va centrar en els paisatges; principalment amb muntanyes. El seu estil va ser influenciat pel seu mentor, Zimmermann, a través de Joseph Anton Koch.
Luitpold, príncep regent de Baviera li va concedir el títol honorífic de professor reial el 1891. Les seves obres es poden veure al Museu d'Art Nasher de la Universitat de Duke, al Museu Martin von Wagner, a la Julius-Maximilians-Universität Würzburg i al Münchner Stadtmuseum.